# Alexandre-Martial-Auguste Damas
Pour les articles homonymes, voir Damas (homonymie).
Alexandre-Martial-Auguste Damas (né le 10 janvier 1772 à Paris et mort à Saulx-les-Chartreux le 16 octobre 1834,) est un acteur français, sociétaire de la Comédie-Française en 1799.

## Biographie
Il débute au théâtre de la Montansier le 30 juin 1791, puis intègre la Comédie-Française (le Théâtre de la République) en 1792, puis en 1797 le théâtre Feydeau. Il reste actif jusqu'en 1825.
Il est inhumé au cimetière du Père-Lachaise (19e division),.

## Théâtre

### Carrière à la Comédie-Française
Entrée en 1792
Nommé 206e sociétaire en 1799
Départ en 1825
- 1799 : Catherine ou le Belle Fermière de Julie Candeille, Comédie-Française : Lussan
- 1799 : Étéocle et Polynice de Gabriel-Marie Legouvé, Comédie-Française : Polynice
- 1799 : Eugénie de Beaumarchais, Comédie-Française : Clarendon
- 1799 : Fénelon de Gabriel-Marie Legouvé, Comédie-Française : Delmance
- 1799 : L'Abbé de L'Épée de Jean-Nicolas Bouilly, Comédie-Française : Saint-Alme
- 1799 : L'Épreuve délicate de François Roger, Comédie-Française : Florville
- 1799 : La Jeunesse du duc de Richelieu d'Alexandre Duval et Jacques-Marie Boutet de Monvel, Comédie-Française : Michelin
- 1799 : Les Précepteurs de Fabre d'Églantine, Comédie-Française : Timante
- 1799 : Les Statuaires d'Athènes d'Antoine-François Rigaud, Comédie-Française : Thrason
- 1799 : Mathilde de Jacques-Marie Boutet de Monvel, Comédie-Française : Ernest
- 1799 : La Mère coupable de Beaumarchais : M. Bégears
- 1799 : Abufar de Jean-François Ducis : Pharasmin
- 1800 : Camille ou Amitié et imprudence de Madame Pipelet, Comédie-Française : Robert
- 1800 : Caroline ou le Tableau de François Roger, Comédie-Française : Desronais
- 1800 : Les Deux poètes d'Antoine-François Rigaud, Comédie-Française : Damis
- 1800 : Le Mariage supposé de Jean-Baptiste Lourdet de Santerre, Comédie-Française : Saint-Far
- 1800 : Les Mœurs du jour ou l'École des jeunes femmes de Jean-François Collin d'Harleville, Comédie-Française : Dhéricourt
- 1800 : Orphis de Népomucène Lemercier, Comédie-Française : Ophis
- 1800 : Othello ou le Maure de Venise de Jean-François Ducis d'après William Shakespeare, Comédie-Française : Lorédan
- 1800 : René Descartes de Jean-Nicolas Bouilly, Comédie-Française : Maurice
- 1800 : Thésée de Claude Frédéric Henri Mazoier, Comédie-Française : Pallante
- 1800 : Pinto ou la Journée d'une conspiration de Népomucène Lemercier : Almada
- 1801 : Alhamar de François-Joseph Depuntis, Comédie-Française : Ramire
- 1801 : Foedor et Wladamir ou la Famille de Sibérie de Jean-François Ducis, Comédie-Française : Wladamir
- 1801 : Henri VIII de Marie-Joseph Chénier, Comédie-Française : Henry
- 1801 : L'Aimable vieillard d'Étienne Guillaume François de Favières et Augustin Creuzé de Lesser, Comédie-Française : Volicourt
- 1801 : Mélanie ou la Religieuse de Jean-François de La Harpe, Comédie-Française : Monval
- 1801 : Britannicus de Jean Racine, Comédie-Française : Britannicus
- 1801 : L'Amour et l'intrigue de Jean-Henri-Ferdinand Lamartelière d'après Friedrich von Schiller, Comédie-Française : Ferdinand de Walter
- 1802 : Édouard en Écosse d'Alexandre Duval, Comédie-Française : Darguill
- 1802 : Juliette et Belcourt de Vincent Lombard de Langres, Comédie-Française : Belcourt
- 1802 : Le Roi et le laboureur d'Antoine-Vincent Arnault, Comédie-Française : Don Diegue
- 1802 : Andromaque de Jean Racine, Comédie-Française : Pyrrhus
- 1802 : Phèdre de Jean Racine, Comédie-Française : Hippolyte
- 1802 : Venceslas de Jean de Rotrou : le duc
- 1803 : Herman et Verner ou les Militaires d'Étienne Guillaume François de Favières, Comédie-Française : Verner
- 1803 : Le Tasse d'A. M. Cecile, Comédie-Française : le prince
- 1803 : La Boîte volée de Charles de Longchamps, Comédie-Française : Delcour
- 1803 : Siri-Brahé ou les Curieuses de Henry Joseph Thurind de Ryss, Comédie-Française : Charles Guldenstern
- 1803 : Bajazet de Jean Racine, Comédie-Française : Bajazet
- 1803 : Mithridate de Jean Racine, Comédie-Française : Xipharès
- 1804 : Guillaume le Conquérant d'Alexandre Duval, Comédie-Française : Edwin
- 1804 : La Fausse honte de Charles de Longchamps, Comédie-Française : Merval
- 1804 : Pierre le Grand de Henri de Carrion-Nizas, Comédie-Française : Alexis
- 1804 : Molière avec ses amis de François Andrieux, Comédie-Française : Chapelle
- 1804 : La Leçon conjugale de Charles-Augustin Sewrin et René de Chazet, Comédie-Française : Hippolyte
- 1805 : Nicomède de Pierre Corneille : Attale
- 1805 : L'Homme à sentiments de Louis-Claude Chéron de La Bruyère, Comédie-Française : Valsain
- 1805 : Les Templiers de François Just Marie Raynouard : le connétable
- 1805 : Astyanax de Halma : Ulysse
- 1805 : Anaximandre de François Andrieux : Anaximandre
- 1805 : Amélie Mansfield de Louis François Marie Bellin de La Liborlière : Ernest
- 1806 : Les Français dans le Tyrol de Jean-Nicolas Bouilly : le major
- 1806 : L'Avocat de François Roger d'après Carlo Goldoni : Armand
- 1806 : Antiochus Epiphanes d'Auguste Le Chevalier : Séleucus
- 1806 : La Jeunesse de Henri V d'Alexandre Duval : Henri
- 1806 : La Mort de Henri IV, roi de France de Gabriel-Marie Legouvé : Sully
- 1806 : Omasis ou Joseph en Égypte de Pierre Baour-Lormian : Siméon
- 1806 : Les Faux somnanbules de Jacques-Antoine de Révéroni Saint-Cyr : Valcour
- 1806 : Manlius Capitolinus d'Antoine de La Fosse : Servilius
- 1806 : Gaston et Bayard de Dormont de Belloy : Gaston de Foix
- 1807 : Le Parleur contrarié de Launay-Vasary : Florville
- 1807 : Bérénice de Jean Racine : Titus (1 fois)
- 1807 : La Mort de Du Guesclin de Hyacinthe Dorvo : le duc d'Anjou
- 1807 : Abdélazis et Zuleima de Pierre-Nicolas André de Murville : Abdélazis
- 1807 : Brueys et Palaprat de Charles-Guillaume Étienne : Vendôme
- 1807 : Rodogune de Pierre Corneille : Séleucos
- 1808 : L'Assemblée de famille de François-Louis Riboutté : Valmon
- 1808 : Artaxerce d'Étienne-Joseph-Bernard Delrieu : Arbase
- 1808 : Louise ou la Réconciliation de Julie Candeille : Mersenne
- 1809 : Hector de Jean-Charles-Julien Luce de Lancival : Patrocle
- 1809 : Le Chevalier d'industrie d'Alexandre Duval : Saint-Rémy
- 1809 : La Revanche de François Roger et Augustin Creuzé de Lesser : le roi
- 1809 : Vitellie de A. de Selve : Domitien
- 1809 : L'Enthousiaste de J. de Valmalette : Damis
- 1810 : Le Prisonnier en voyage de A. J. de Launay-Vasary : Edlond
- 1810 : Le Mariage de Figaro de Beaumarchais : le comte Almaviva
- 1810 : Le Vieux fat ou les Deux vieillards de François Andrieux : Charles
- 1810 : Les Deux gendres de Charles-Guillaume Étienne : Dalainville
- 1811 : Un lendemain de fortune ou les Embarras du bonheur de Louis-Benoît Picard : M. Dorsange
- 1811 : Mahomet II de Pierre Baour-Lormian : Soliman
- 1811 : L'Heureuse gageure de Marc-Antoine-Madeleine Désaugiers : Blainville
- 1811 : La Femme misanthrope ou le Dépit d'amour d'Alexandre Duval : Franval
- 1811 : La Manie de l'indépendance d'Augustin Creuzé de Lesser : Charles
- 1812 : Le Bourgeois gentilhomme de Molière : Dorante
- 1812 : Le Ministre anglais de François-Louis Riboutté : Wilson
- 1812 : Mascarille ou la Sœur supposée de Charles Maurice d'après Jean de Rotrou : Eraste
- 1812 : Tartuffe de Molière : Tartuffe
- 1813 : Tippo-Saëb d'Étienne de Jouy : Reymond
- 1813 : L'Intrigante ou l'École des familles de Charles-Guillaume Étienne : le comte
- 1813 :  Le Misanthrope ou l'Atrabilaire amoureux de Molière : Alceste[7]
- 1813 : Tom Jones à Londres de Desforges : Lord Fellamar
- 1814 :  Tippo-Saëb d'Étienne de Jouy : Raymond
- 1814 : Fouquet de J. R. de Gain-Montagnac : Pellisson
- 1814 : L'Hôtel garni ou la Leçon particulière de Marc-Antoine-Madeleine Désaugiers et Michel-Joseph Gentil de Chavagnac : M. de Sainville
- 1815 : Racine et Cavois de Charles-Guillaume Étienne : Racine
- 1814 : Édouard en Écosse d'Alexandre Duval : Édouard
- 1815 : La Revanche de Jean-François Roger et Auguste Creuzé de Lesser : le Duc
- 1816 : Arthur de Bretagne d'Étienne Aignan : Norfolk
- 1816 : Henri IV et Mayenne de Rancé et Thauélon de Lambert : Henri IV
- 1816 : Alexandre et Apelle d'Alexandre-Jean-Joseph de La Ville de Mirmont : Alexandre
- 1816 : La Fête de Henri IV de Michel-Nicolas Balisson de Rougemont : Lavarenne
- 1816 : L'Anniversaire ou Une journée de Philippe-Auguste de Rancé et Théaulon de Rambert : Philippe-Auguste
- 1816 : Les Deux seigneurs d'Eugène de Planard et César de Proisy d'Eppe : Dom Félix
- 1816 : L'Artisan politique de Théodore-Henri Barrau : M. de Reinfeld
- 1817 : La Manie des grandeurs d'Alexandre Duval : Merval
- 1818 : La Réconciliation par ruse de François-Louis Riboutté : Sénange
- 1818 : Le Susceptible par honneur d'Étienne Gosse : Dainval
- 1818 : La Fille d'honneur d'Alexandre Duval : Edmond
- 1819 : Orgueil et vanité de Joseph-François Souque : Dunant
- 1819 : Les Femmes politiques d'Étienne Gosse : Armand
- 1819 :  L'Irrésolu d'Onésime Leroy : Dubiange
- 1819 :  Le Frondeur de Jacques-Corentin Royou : Dorival
- 1820 : Le Flatteur d'Étienne Gosse : Ariste
- 1820 : Jean de Bourgogne de Guilleau de Formont : Tangui
- 1820 : Le Folliculaire d'Alexandre de La Ville de Mirmont : Valcour
- 1820 : L'Amour et le procès de Charles Gaugiran-Nanteuil : Sainval
- 1821 : Le Faux bonhomme d'Alexandre Duval : Candor
- 1821 : Falkland ou la Conscience de Jean-Louis Laya : Andrews
- 1821 : Tartuffe de Molière : Orgon
- 1821 : Sylla d'Étienne de Jouy : Roscius
- 1822 : Le Ménage de Molière de Justin Gensoul et J. A. N. Naudet : Molière
- 1822 : Une aventure du chevalier de Grammont de Sophie Gay : le chevalier Massa
- 1822 : Les Quatre âges de Pierre-François Camus de Merville : Suzeval
- 1822 : L'Amour et l'ambition de François-Louis Riboutté : le comte de Mellefont
- 1823 : L'Éducation ou les Deux cousines de Casimir Bonjour : Dupré
- 1824 : Bothwell d'Adolphe Simonis Empis : Bothwell
- 1824 : Le Tardif de Justin Gensoul : Valmont